# Apunta, dispara i corre
Apunta, dispara i corre (títol original en anglès: Running Scared) és una pel·lícula policíaca estatunidenca, dirigida per Peter Hyams, estrenada el 1986 i doblada al català.

## Argument
Danny i Ray, un parell de policies de Chicago inconformistes, un blanc i l'altre negre, són forçats pel seu cap a agafar vacances després d'estar a punt de ser morts per Julio, un traficant de droga dels barris nord de la ciutat, quan investigaven un cas. Han de marxar doncs de Chicago i decideixen abandonar la policia i obrir un bar, però abans tractaran de resoldre el cas que de poc els costa la vida.

## Repartiment
- Gregory Hines: Ray Hughes
- Billy Crystal: Danny Costanzo
- Steven Bauer: detectiu Frank Sigliano
- Darlanne Fluegel: Anna Costanzo
- Joe Pantoliano: Snake
- Dan Hedaya: Capità Logan
- Jon Gries: detectiu Tony Montoya
- Tracy Reed: Maryann
- Jimmy Smits: Julio Gonzales
- Larry Hankin: Ace
- Bob Zrna: El sacerdot

## Premis i nominacions
El 1987 la pel·lícula va estar nominada al Globus d'Or a la millor cançó original per Rod Temperton amb "Sweet Freedom".